# Aleksandr Zaporożec (psycholog)
Aleksandr Władimirowicz Zaporożec (ur. 1905, zm. 1981) – radziecki psycholog, członek Akademii Nauk Pedagogicznych ZSRR. Interesował się przede wszystkim problemem ruchów dowolnych, procesami psychicznymi dzieci oraz psychologicznymi podstawami doskonalenia zmysłów dzieci we wczesnym wieku szkolnym.

## Ważniejsze prace
- Psichołogija dietiej doszkolnogo wozrasta (wraz z D. B. Elkoninem, 1971)
- Psichołogija licznosti i diejatielnosti szkolnikow (wraz z D. B. Elkoninem, 1971)